# ゼンダ城の虜 (宝塚歌劇)
『ゼンダ城の虜』（ゼンダじょうのとりこ）は、宝塚歌劇団のミュージカル作品。月組公演。形式名は「ロマンス」。24場。
脚本・演出は木村信司。併演作品はグランド・ショー『Jazz Mania -ジャズ・マニア-』。

## 解説
※『宝塚歌劇100年史（舞台編）』の宝塚大劇場公演参考。
原作はアンソニー・ホープによる同名の小説。小国を舞台に、国王と瓜二つの容貌を持つ主人公が、政権争いに巻き込まれた王を救い出すまでの物語。
19世紀、ヨーロッパの小国・ルリタニア王国（架空の国家）では、新王・ルドルフの戴冠式が行われた。実は真の王様は、瓜二つの替え玉・ルドルフだった。王の婚約者・フラビア姫は以前とは違うルドルフを愛し始め、ルドルフもまた結ばれぬ相手と知りつつ彼女を愛し始めた。

## 公演期間と公演場所
- 2000年9月29日 - 11月6日[1]（新人公演：10月17日[2]）　宝塚大劇場
- （東京公演未公演）

## スタッフ
- 作曲[1]・編曲[1]：甲斐正人
- 音楽指揮[1]：岡田良機
- 振付[4]：竹邑類/三浦亨
- ファイティング・コーディネーター[2]：渥美博
- 装置[2]：齋藤浩樹
- 衣装[2]：有村淳
- 照明[2]：勝柴次朗
- 歌唱指導[2]：岡崎亮子
- 音響[2]：加門清邦
- 小道具[2]：伊集院撤也
- 効果[2]：扇野信夫
- 演出助手[2]：小柳奈穂子
- ファイティング助手[2]：亀山ゆうみ
- 装置助手[2]：國包洋子/加藤藍子
- 小道具補[2]：福原徹
- 舞台進行[2]：濱野文宏
- 舞台美術製作[2]：株式会社宝塚舞台
- 演奏[2]：宝塚歌劇オーケストラ
- 制作[2]：小野真哉
- 演出担当（新人公演）[2]：小柳奈穂子

## 特別出演（本公演）
※氏名の後ろの（）は2000年当時の所属組
- 未沙のえる（専科）[2]
- 香寿たつき（専科）[2]
- 初風緑（専科）[2]

## 主な配役
※（）は新人公演
- ルドルフ・ラッセンディル[2] - 真琴つばさ（霧矢大夢）
- フラビア姫[2] - 檀れい（西條三恵）
- ヘンツォ伯爵[2] - 香寿たつき（大和悠河）
- フリッツ[2] - 初風緑（一色瑠加）
- サプト[2] - 未沙のえる（あゆら華央）
- ミカエル大公[2] - 汐美真帆（遼河はるひ）
- ド・モーバン[2] - 美原志帆（花瀬みずか）
- パーシー[2] - 嘉月絵理（北翔海莉）
- ウィルヘルム[2] - 霧矢大夢（楠恵華）
- アンソニー[2] - 大和悠河（紫城るい）